# Луј Дагер
Луј Дагер (фр. Louis-Jacques-Mandé Daguerre; Бри на Марни, 18. новембар 1787 — Кормеј ан Паризи, 10. јул 1851) је био француски уметник, хемичар и пионир фотографије. Познат је по патенту који носи назив по презимену изумитеља - дагеротипија.

## Биографија
Рођен је у северном предграђу Париза. Бавио се архитектуром, позориштем и цртањем панорама. Након прве фотографије у свету, аутора Нисефора Нијепса 1827, коју је Ниепс назвао хелиографија, Дагер се удружио са њим. Сарадња је трајала 4 године, до Нијепсеове смрти 1833. године.
Године 1839, Дагер је представио своју прву дагеротипију. Исте године француска влада је патентирала дагеротипију и омогућила слободну употребу широм света. Луј Дагер је тиме стекао своју пензију. На заједничком састанку Француске академије наука и Академијe уметности 7. јануара те године, проналазак је објављен и описан у општим цртама, али су сви конкретни детаљи изостављени. Уз гаранције строге поверљивости, Дагер је објаснио и демонстрирао процес само сталном секретару Академије Франсоа Арагу, који се показао као непроцењиво вредан заговорник. Члановима Академије и другим одабраним појединцима било је дозвољено да прегледају узорке у Дагеровом студију. Слике су са одушевљењем хваљене као готово чудесне, а вести о дагеротипима брзо су се прошириле. Договорено је да француска влада стекне Дагерова права у замену за доживотне пензије за њега и Нијепсовог сина Исидора; затим, 19. августа 1839. године, француска влада је представила проналазак као поклон Француске „бесплатно свету“ и објављена су комплетна упутства за рад. Године 1839, изабран је у Националну академију за дизајн као почасни академик.
Луј Дагер први је открио практичну сложену методу израде фотографија коју је назвао дагеротипија. Техника дагеротипије полази од хелиографије која је као медијум употребљавала плоче сребра или јако посребреног бакра која је стављана у ормарић са кристалима јода. Танки слој на површини био је сребрни јодид који је осетљив на светло. За експозицију је била употребљавана камера опскура а осветљавање, односно експозиција, трајало је од неколико минута па и до неколико часова. Светло на плочи је редуковано на сребро које је имало тамну боју. Експонована плоча би била пренета у тамни ормарић где је била излагана живиним парама које су на плочи на осветљеним местима стварали амалгам млечно беле боје а слика је била устаљивана помоћу раствора кухињске соли. Метод устаљења-фиксирања је направљен на основу проналаска Џона Хершела.
Луј Дагер је умро северном делу Париза, где му је на месту гроба постављен и споменик.

## Развој дагеротипије
Средином 1820-их, пре него што се повезао са Дагером, Нијепс је користио премаз од битумена из Јудеје да направи прве трајне фотографије фотоапаратом. Битумен је стврднут где је био изложен светлости, а неочврсли део је затим уклоњен растварачем. Била је потребна експозиција камере која је трајала сатима или данима. Нијепс и Дагер су касније усавршили овај процес, али су и даље биле потребне неприхватљиво дуге експозиције.
После Нијепсове смрти 1833. Дагер је своју пажњу усмерио на својства сребрних соли осетљивих на светлост, што су претходно демонстрирали Јохан Хајнрих Шулц и други. За процес који је на крају назван дагеротип, изложио је танак посребрени бакарни лим пари која је испуштала кристале јода, стварајући премаз од сребрног јодида осетљивог на светлост на површини. Плоча је тада била изложена у камери. У почетку је и овај процес такође захтевао веома дугу експозицију да би се произвела јасна слика, али је Дагер дошао до кључног открића да се невидљиво слаба „латентна” слика настала много краћом експозицијом може хемијски „развити” у видљиву слику. Видевши слику чији је садржај непознат, Дагер је изјавио: „Узео сам светло – ухапсио сам његов лет!“
Латентна слика на дагеротипској плочи је развијана подвргавањем пари коју је испуштала жива загрејана на 75 °C. Добијена видљива слика је затим „фиксирана” (учињена неосетљивом на даље излагање светлости) уклањањем непромењеног сребрног јодида са концентрованом и загрејаном сланом водом. Касније је уместо ње коришћен раствор ефикаснијег „хипа“ (хипосулфит соде, сада познат као натријум тиосулфат).
Резултирајућа плоча је дала тачну репродукцију сцене. Слика је била бочно обрнута - као што су слике у огледалима - осим ако се огледало или инвертујућа призма користили током експозиције за преокретање слике. Да би била оптимално виђена, слика је морала бити осветљена под одређеним углом и посматрана тако да глатки делови њене површине налик на огледало, који су представљали најтамније делове слике, одражавају нешто тамно или слабо осветљено. Површина је била подложна затамњивању услед продуженог излагања ваздуху и била је толико мека да је могла да буде нарушена и најмањим трењем, тако да је дагеротип скоро увек био запечаћен испод стакла пре него што је био урамљен (као што се обично радило у Француској) или монтиран у малу склопиву футролу (као што је било уобичајено у Великој Британији и САД).
Дагеротипи су обично били портрети; ређи пејзажи и други необични мотиви сада су веома тражени од стране колекционара и продају се по много већим ценама од обичних портрета. У време његовог увођења, процес је захтевао експозиције у трајању од десет минута или више за субјекте осветљене сунцем, тако да је портретисање било непрактично искушење. Самјуел Морзе је био запрепашћен када је сазнао да на дагеротипима париских улица нема људи, коња или возила, све док није схватио да су због дугог времена експозиције сви покретни објекти постали невидљиви. У року од неколико година, експозиција је смањена на само неколико секунди употребом додатних хемикалија за сензибилизацију и „бржих” сочива као што је Пецвалово портретно сочиво, прво математички прорачунато сочиво.
Дагеротипија је била полароидни филм свог времена: стварала је јединствену слику која се могла дуплирати само коришћењем камере за фотографисање оригинала. Упркос овом недостатку, произведени су милиони дагеротипа. Процес калотипије заснован на папиру, који је увео Хенри Фокс Талбот 1841. године, омогућавао је производњу неограниченог броја копија једноставним контактним штампањем, али је имао своје недостатке — зрно папира је било наметљиво видљиво на слици, а изузетно фини детаљи за које је дагеротипија била способна нису били могући. Увођење процеса влажног колодијума у раним 1850-им обезбедило је основу за негативно-позитивни процес штампања који није подлегао овим ограничењима, иако је, као и дагеротипија, у почетку коришћен за производњу јединствених слика — амбротипи на стаклу и лимотипи на црно лакираном гвожђу — уместо отисака на папиру. Ове нове врсте слика биле су много јефтиније од дагеротипа и биле су лакше за посматрање. До 1860. мали број фотографа је још увек користило Дагеров процес.